# Ammertespitz
Ammertespitz är en bergstopp i Schweiz. Den ligger i distriktet Obersimmental-Saanen och kantonen Bern, i den sydvästra delen av landet, 60 km söder om huvudstaden Bern. Toppen på Ammertespitz är 2 612 meter över havet.